# Horário de Sandringham
O Horário de Sandringham eram as idiossincráticas alterações que o rei Eduardo VII fazia, com a finalidade de prolongar o tempo na propriedade real de Sandringham. A tradição começou não para, como rumores alegavam, assistir a Rainha Alexandra, que estava constantemente atrasada, mas sim para dar mais duração à caça, atividade pela qual o monarca tinha bastante entusiasmo. O rei ordenava que todos os relógios de Sandringham House estivessem meia hora adiantados em relação à Hora de Greenwich.
O Horário de Sandringham continuou mesmo depois da morte de Eduardo VII, através do reinado de seu filho, Jorge V. Entretanto, devido às confusões que a diferença de horário causava, Eduardo VIII aboliu a tradição em seu breve reinado, em 1936.
O horário corresponderia agora a UTC+0:30.